# Palstrup

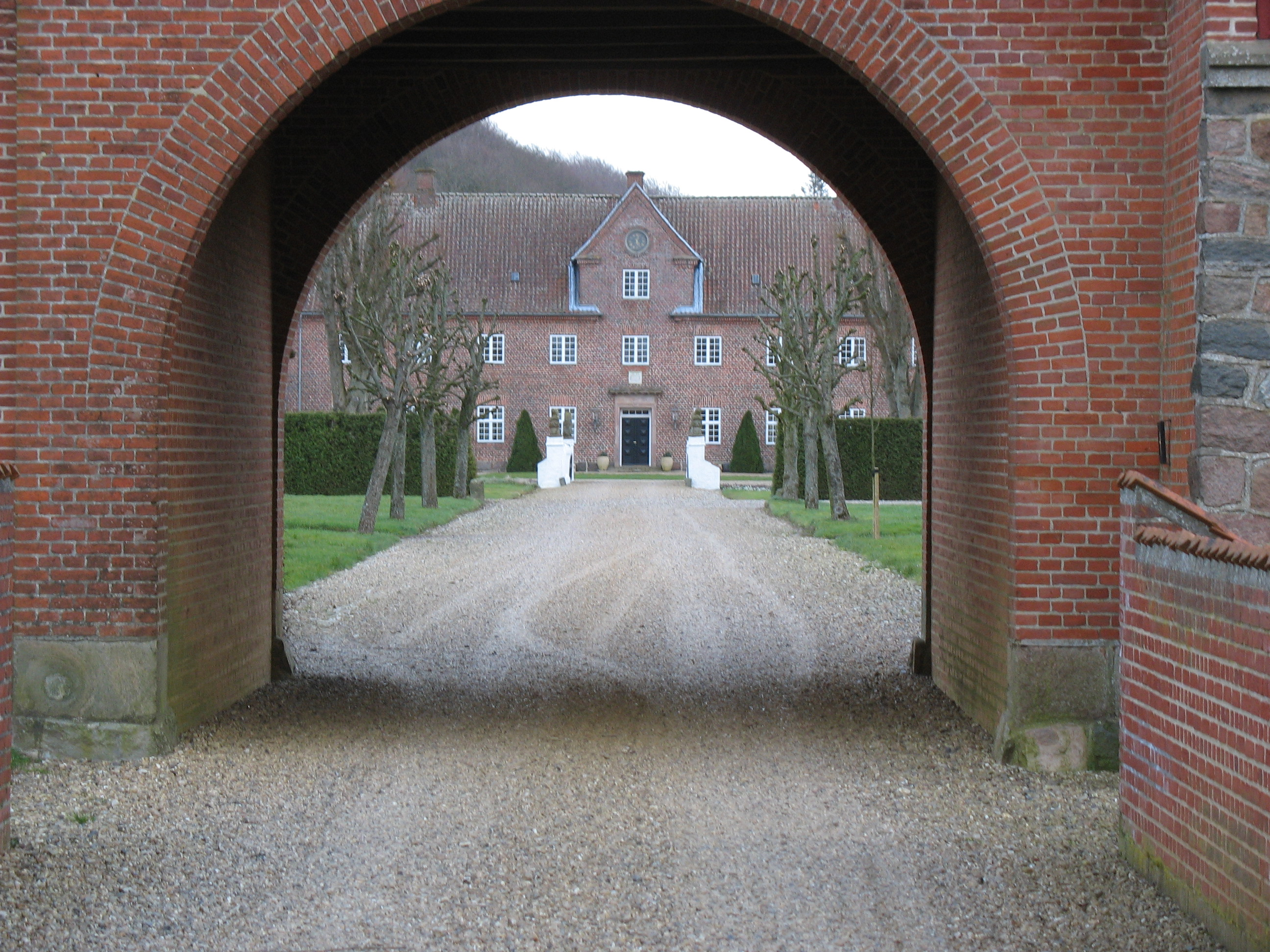
Palstrup

Palstrup ist ein Gutshof, der drei Kilometer südlich von Rødkærsbro und 16 Kilometer südöstlich von Viborg  in der Kommune  Viborg  Amt liegt, jetzt Viborg Kommune (Region Mitteljütland). Das Gut umfasst ein Areal von 456 Hektar Land, davon sind 200 Hektar Ackerfläche, 223 Hektar Wald, 20 Hektar Wiesen und 13 Hektar Park.

## Geschichte und Eigentümerwechsel
Palstrup war ursprünglich ein Scheunenhof des Klosters Tvilum im 14. Jahrhundert. Dann gehörte das Gut Las Braad und später 1574 Frans Dyre. Deren Enkel verkauften es an Ove Juul, der das Eigentum an den späteren adligen Rittmeister Joachim Gersdorff weiterreichte. Die große Wallanlage mit dem doppelten Graben wurde von Oluf Parsberg in der Zeit ca. 1640–1661 angelegt.
1663 übertrug der König das Eigentum an Corfitz Ulfeld, der Palstrup schnell an Mogen Friis verkaufte. 1672 verkaufte Otte Pogwisch das Gut an Amtsman Peder Charius, den Schwiegersohn von Baron Marselis zu Marselisborg, der es im Jahr 1697 an den Apotheker Daniel Friedenreich übertrug. Danach erfolgte eine lange Reihe von Eigentumswechseln. Allein in den Jahren 1780–1871 wurde Palstup elfmal verkauft. 1871 übernahm Hofjägermeister J. Ræder das Gut Palstrup. Er behielt Palstrup bis 1906 und verkaufte es an den Arzt V.E. Schejerup für 202.500 Kronen. 1918 kaufte der Großhändler Chr. J. Kampmann Palstrup für 600.000 Kronen, der seinen Bruder, den Architekten Hack Kampmann 1919 beauftragte einen umfangreichen Umbau und Modernisierung durchzuführen. So wurden zwei Seitenflügel, die im 18. Jahrhundert abgerissen worden waren wieder hinzugefügt. Das Reetdach des Lagerhauses aus dem Jahr 1784 und die Steinbrücke über den inneren Wassergraben von 1656 wurden rekonstruiert. Nach Chr. J. Kampmanns Tod im Jahr 1937 wurde das Gut auf seinen Sohn übertragen. Eigentümer seit 2001 ist Ole Philipsen.

## Herrenhaus
Das heutige Herrenhaus steht unter Denkmalschutz und wurde in der Zeit von 1722 bis 1736 für Major Janus Friedenreich inmitten einer großen Wallanlage mit zwei Wällen aus roten Ziegelsteinen mit zwei Stockwerken und einem Satteldach von den Architekten Johan G. Hödrich und Nicolaus Hinrich Rieman errichtet. Den Herrensitz umgeben Wassergräben, die von Brücken überspannt werden. Es existieren auch noch fünf Löwenstatuen aus Sandstein aus dem Jahr 1656, die auch an der Brücke über den Burggraben aufgestellt sind und mit den Wappen des ersten Erbauers Reichsrat Oluf Parsberg geschmückt sind.

## H. C. Andersens Aufenthalt auf Palstrup
Im Jahr 1859 hielt sich der große dänische Dichter Hans Christian Andersen vom 2. bis zum 6. September in Viborg im Kloster Asmild auf. Am 6. September reiste er nach Palstrup und wohnte dort bis zum 8. September, um dann nach Silkeborg weiterzufahren.
Auszug aus H. C. Andersens Tagebuch von Donnerstag, den 7. September 1859: kaltes Wetter, in der Nacht weinen die Kinder der Haushälterin, zeitig am Morgen läuten die Essensglocken, die Leute kommen in Holzschuhen, viel Lärm, um halb 3 rübergefahren zu Propst Bendixen, der mit mir studiert hatte, die Schwester seiner Ehefrau ist zum Pächter auf Børglum, zum Mittag war Frau Sporon und von Brachel sehr herzlich, ich las; um 9 Uhr fuhr Hjalmar heim in das feuchte Palstrup; wo Mogens Munk gewohnt hatte.
(im dänischen Original: Koldt Veir; inat græd Huusholderskens Barn, tidlig paa Morgenen lød Madklokken, Folkene kom i Træskoene, stor Støien. Klokken halv 3 kjørt over til Provsten Bendixen, der er Student med mig, Konen Søster til Forpagteren paa Børglum, til Middag var Fru Sporon og von Brachel der var meget hjerteligt, jeg læste; Klokken 9 kjørte Hjalmar hjem til det fugtige Palstrup; hvor Mogens Munk har boet.)